# 斯皮納爾達山

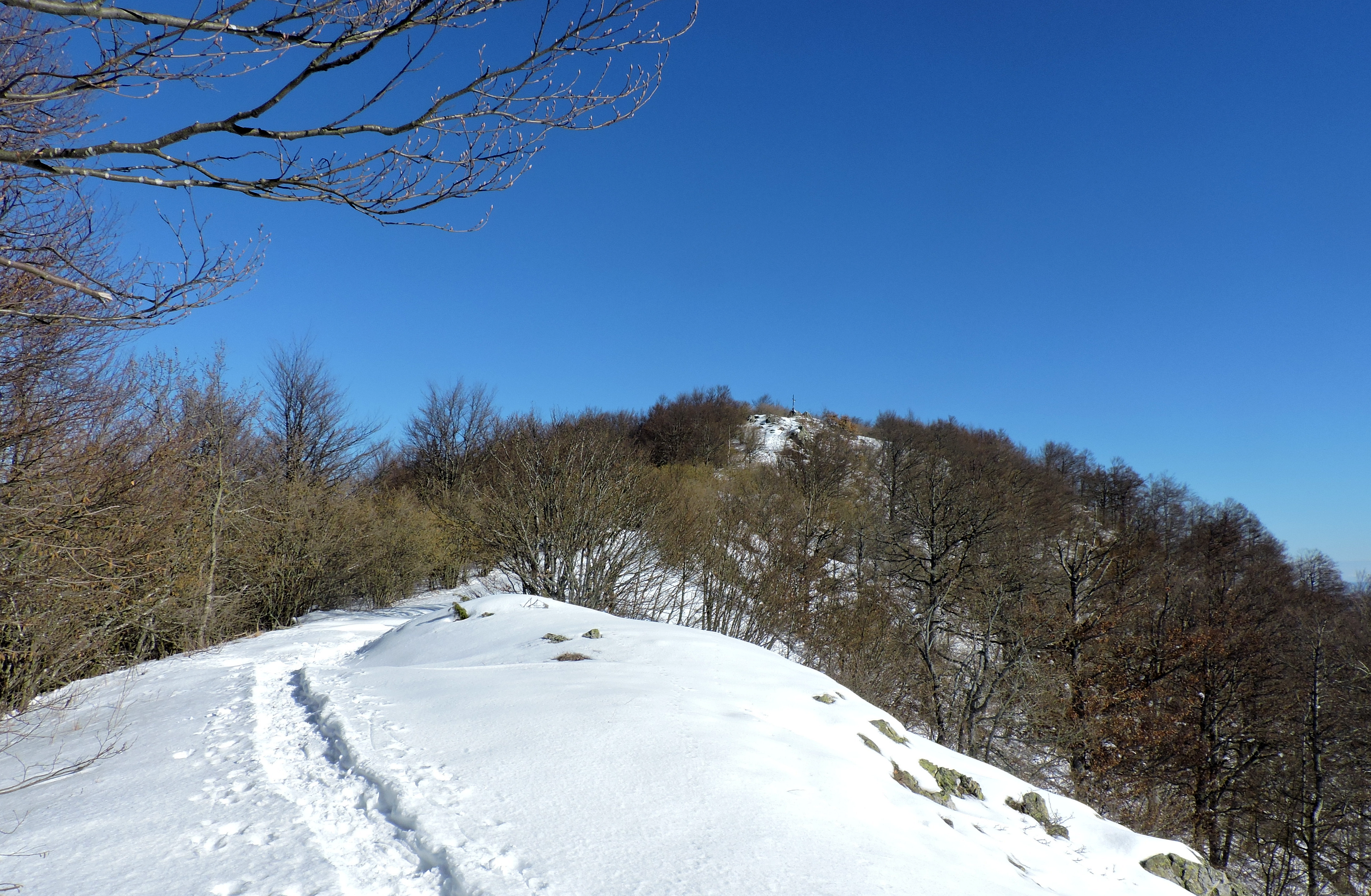

44°13′39.47″N 08°04′10.52″E / 44.2276306°N 8.0695889°E
斯皮納爾達山（義大利語：Monte Spinarda），是意大利的山峰，位於該國西北部，由利古里亞大區和皮埃蒙特大區負責管轄，屬於利古里亞阿爾卑斯山脈的一部分，海拔高度1,357米。